# Tatort: Im Netz der Lügen
Im Netz der Lügen ist ein Fernsehfilm aus der Krimireihe Tatort mit Eva Mattes als Konstanzer Kriminalhauptkommissarin Klara Blum. Der vom SWR produzierte Film wurde am 27. März 2011 auf Das Erste erstgesendet.
Blum und Perlmann ermitteln in einem Fall von Notwehr, bei dem sich am Ende herausstellt, dass der eigentliche Täter das verhängnisvolle Rendezvous zwischen Vergewaltiger und Opfer arrangiert hatte.

## Handlung
Beim Joggen am Bodensee wird die Konstanzer Richterin Heike Göttler, bekannt für ihr unnachsichtiges Vorgehen gegen Sexualstraftäter, selbst Opfer eines sexuellen Übergriffs. In Notwehr erschlägt sie den Angreifer. Bei den Ermittlungen gibt sie gegenüber Blum und Perlmann an, den Mann nicht zu kennen und nur zufällig Opfer geworden zu sein. Indizien nähren jedoch Zweifel an ihrer Aussage. So lässt sich mithilfe eines psychologischen Experten feststellen, dass Göttler offensichtlich keine Angst vor dem Täter hatte, sondern eher Verachtung in ihrer Mimik zu sehen ist. Die Tatsache, dass sie mehrfach zugeschlagen hatte, zeugt von weiterem enormen Hass. Parallel findet der Kriminaltechniker heraus, dass der Täter per Internet für ein sadomasochistisches Rollenspiel eingeladen wurde und dafür gezielt an den See gekommen ist. Damit gerät Göttler in den Verdacht, dieses Treffen arrangiert zu haben, um gewaltbereiten Männern eine Lektion zu erteilen. Bei ihrer Gegenwehr hat sie dann, sportlich durchtrainiert wie sie ist, vermutlich zu stark und zu oft zugeschlagen, wodurch ihr Opfer zu Tode kam.
Göttler macht Blum Vorwürfe, dass aufgrund der indiskreten Ermittlungen ihre Identität der Presse bekannt wurde und sie nun berufliche Probleme hat. So vermutet sie, dass der Anschlag auf sie der Racheakt eines von ihr verurteilten Gewalttäters gewesen sein könnte. In das Blickfeld gerät daraufhin Ernst Heck, der von Göttler wegen Vergewaltigung in der Ehe verurteilt worden war und der anschließend nicht nur geschieden wurde, sondern auch den Kontakt zu seiner Tochter und seine Stelle als Lehrer verloren hat. Göttler kann nicht ausschließen, dass sie in diesem Fall ein Fehlurteil gefällt hatte, was diesen ausgeklügelten Rachefeldzug erklären würde.
Um herauszufinden, mit wem sich das Opfer im Internet verabredet hatte, wird über den Chatprovider eine IP-Adresse ermittelt. Diese führt eindeutig zu Heike Göttler, die  weiterhin behauptet, dass ihr das jemand anhängen will. Die Überprüfung des Internetzugangs lässt allerdings auch die Möglichkeit zu, dass jemand den unsicheren W-LAN-Anschluss angezapft hat. Überraschenderweise macht ein Mann Blum gegenüber eine Aussage, die er anonym behandelt wissen will, da er Abgeordneter im Kreistag sei und diese Karriere nicht gefährden möchte. Er gibt an, ebenfalls über das Chatportal eine Einladung zu einer gespielten Vergewaltigung bekommen zu haben. Jemand hätte ihn zur Rechtsanwaltskanzlei Volkmann bestellt, doch als er dort erschien, wusste die Inhaberin nichts von einer solchen Verabredung. Für Blum erscheint darin eine gewisse Logik, denn Hecks Ehefrau hatte ihn für ihre Beziehung zu der Rechtsanwältin Gabriela Volkmann verlassen. Im Weiteren wird auch zur Ex-Frau von Ernst Heck über einen manipulierten Eintrag im Chat ein Mann mit sadistischen Neigungen bestellt. Der Zuschauer kann erkennen, dass Ernst Heck als Hausmeister an der Universität liegengelassene Laptops mit einigen Tagen Verzögerung an die Eigentümer zurückgibt, und sie somit für manipulierte Chateinträge nutzen könnte. Die Beschlagnahme seines eigenen PCs durch die Polizei nimmt er dadurch sehr abgeklärt hin. Das selbstsichere Auftreten von Heck lässt Blum skeptisch werden. Während er sich im Verhör befindet, schaut er verdächtig oft auf die Uhr. Sie vermutet, ein Verbündeter von Heck soll sich an dessen Exfrau rächen. Sie ist die einzige, die in dem vermuteten Rachefeldzug noch nicht mit einbezogen worden ist. Blum lässt ihn glauben, dass die Gefahr besteht, dass nicht seine Frau, sondern seine Tochter in die Falle des inszenierten Sexspiels laufen könnte. Tatsächlich bricht Heck ein und erklärt, dass gerade jemand auf dem Weg zu seiner Frau sei, der denkt, zu einem Sexspiel eingeladen worden zu sein. Die Polizei erscheint rechtzeitig am Bodenseeufer und kann die Situation aufklären.
Als Klara Blum die gute Nachricht zu Heike Göttler bringen will, dass sie nun rehabilitiert sei, ist diese gerade dabei, einen Suizidversuch zu begehen. Blum kann das verhindern, erhält allerdings auch von Göttler das Geständnis, dass sie wesentlich öfter zugeschlagen habe, als es nötig gewesen wäre.

## Hintergrund
Der Film wurde vom SWR in Zusammenarbeit mit Maran Film produziert. Die Dreharbeiten fanden im September und Oktober 2009 außer in Konstanz in Baden-Baden, dem Produktionssitz von SWR und Maran Film, und in Karlsruhe und Umgebung statt. Der Arbeitstitel lautete Strafe muss sein. Schon vor der Erstausstrahlung wurde der Tatort Im Netz der Lügen am 6. und 7. November 2010 in der Fernsehfilm-Reihe der Biberacher Filmfestspiele aufgeführt.
Die durch den SWR produzierte Audiodeskription des Films wurde 2012 für den deutschen Hörfilmpreis nominiert. Die Bildbeschreibungen werden von Uta Maria Torp gesprochen.

## Rezeption

### Einschaltquoten
Bei der Erstausstrahlung hatte der Film in Deutschland 9,64 Millionen Zuschauer und einen Marktanteil von 25,6 Prozent. Nach Zuschauerzahlen war es der bis dahin erfolgreichste Tatort aus Konstanz.

### Kritiken
Christian Buß nennt den Film bei Spiegel Online den „beste[n] ‚Tatort‘ aus Konstanz seit Jahren“. Er lobt die Drehbuchautorin Dorothee Schön für die „echte tiefenpsychologische Durchdringung ihrer weiblichen Hauptfigur“ und hebt insbesondere das Spiel von Hauptdarstellerin Karin Giegerich hervor.

„Eine Frau wird beim Joggen angefallen. Sie erschlägt den Täter. War es tatsächlich Notwehr? Weshalb hat sie aber fünf Mal zugeschlagen? Richterin gegen Kommissarin – ein Zweikampf deutet sich an. Oder will ein Dritter Rache üben? Der Bodensee-"Tatort" mit gutem Drehbuch und "Flemming"-Touch: ständig wird die Mimik der Verdächtigen gelesen. Standbilder auf Monitoren, kalte Verhörräume, Glasfronten, Blicke in ungeschützte Gesichter – das erzeugt eine stimmige Grundtonlage. Nebeneffekt: auch als Zuschauer schaut man genauer hin.“

Beate Strobel bei Focus online findet: „In einem Film, der Mimik zum Thema macht, haben es die Darsteller besonders schwer. Gesichter in Großaufnahme lenken die Aufmerksamkeit des Zuschauers auf Mundwinkel und Augenringmuskulatur, geblähte Nasenflügel und Stirnfalten. Dargestellt werden müssen die echten Emotionen hinter den vorgetäuschten, ein doppeltes Spiel.“
Die Kritiker der Fernsehzeitschrift TV Spielfilm meinen recht anerkennend: „Aus dem fantasievollen Skript von Grimme-Preisträgerin Dorothee Schön (‚Frau Böhm sagt Nein‘) entstand ein Detektivspiel alter Schule. Fazit: Aberwitziger Fall, clever konstruiert.“